# Eva Magdalena von Windhag

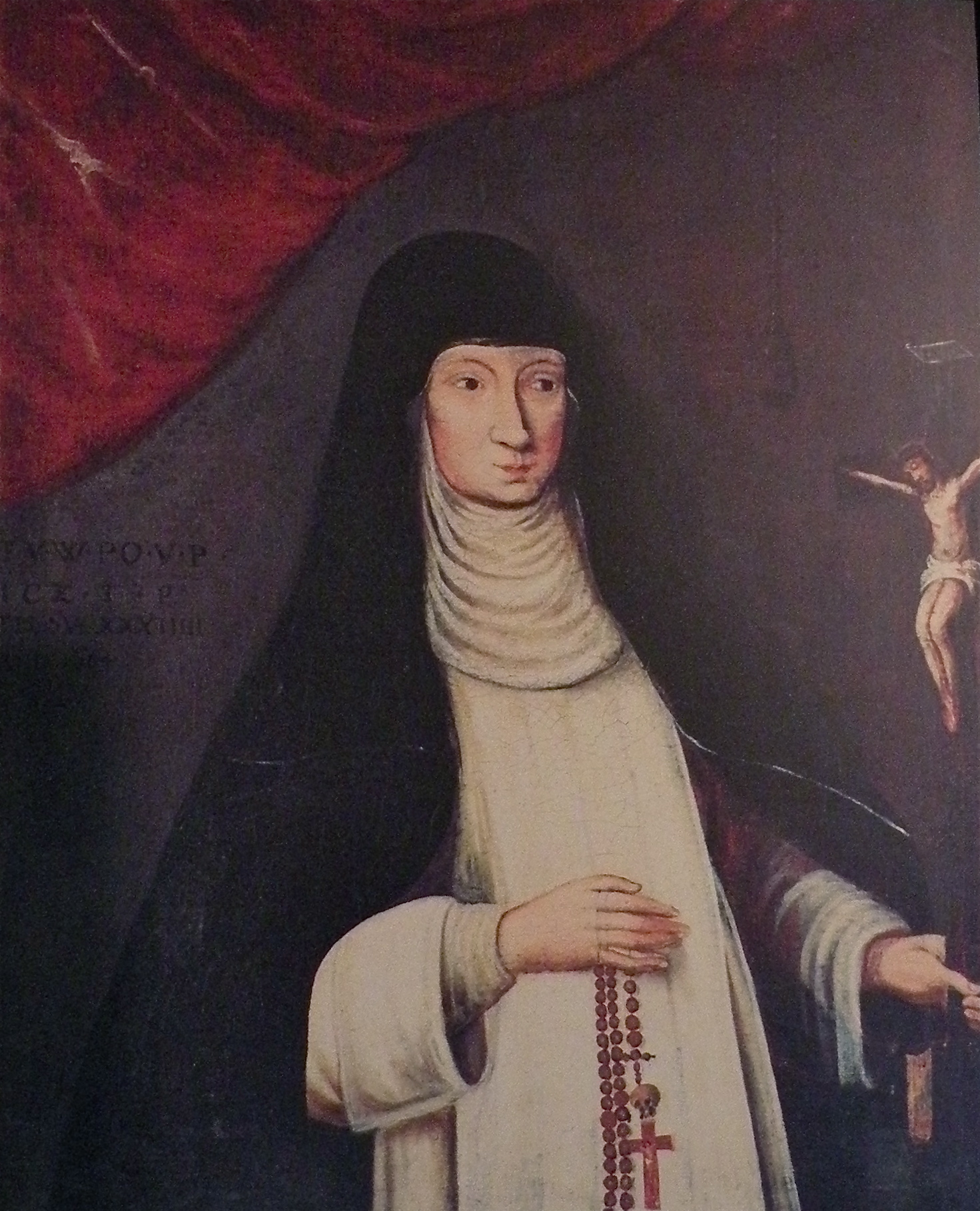
Eva Magdalena Enzmilner, Eva Magdalena von Windhag

Eva Magdalena von Windhag, auch Eva Magdalena Enzmilner (* 23. Februar 1629; † 3. Jänner 1700 in Windhaag bei Perg) war die erste Priorin des Dominikanerinnenklosters Windhaag und einzige Erbin des Reichsgrafen Joachim Enzmilner.

## Leben und Wirken
Getauft wurde Eva Magdalena von Nikolaus Aliprandus de Thomasis, Dechant an der Linzer Stadtpfarrkirche, ihre Paten waren Abt Anton Spindler vom Stift Garsten, Frau von Gera und Herr Vizedom Grundemann von Falkenberg samt Frau. Eva Magdalena erreichte als einziges von fünf lebend und zehn tot geborenen Kindern des Joachim Enzmilner und seiner ersten Frau Maria Magdalena Kirchstetter (* 19. Mai 1608, † 9. März 1659 oder 30. Mai 1659) das Erwachsenenalter. Sie kam 1645 zum Schutz vor den Schweden in das Jungfrauenkloster Judenburg, entzog sich dann dem Willen ihrer Eltern, legte 1647 die drei Gelübde einer Klosterfrau ab und flüchtete 1648 in das Dominikanerinnenkloster Tulln.
Erst zu Weihnachten 1664 kehrte sie mit drei Nonnen und zwei Patres nach Windhaag zurück, wo ihr ihr Vater ein kleines Kloster in seinem alten Schloss einrichten ließ. 1668 wurde Eva Magdalena erste Priorin des Dominikanerinnenklosters Windhag.
Von ihrem Vater erbte sie die Herrschaft Windhag. Das große Erbe verleitete sie zu kostspieligen Klosterbauten: Sie ließ dafür das neue Schloss Windhag ihres Vaters bis in die Grundfeste abtragen, um im heutigen Ortskern von Windhaag bei Perg ein neues Klostergebäude zu errichten. Dieses Dominikanerinnenkloster Windhaag wurde im Zuge der josephinischen Reformen 1782 aus wirtschaftlichen Gründen aufgehoben und dem Linzer Domkapitel übergeben.